# Brezine (żupania zagrzebska)
Brezine – wieś w Chorwacji, w żupanii zagrzebskiej, w gminie Farkaševac. W 2011 roku liczyła 193 mieszkańców.